# Baskin-Robbins
A Baskin-Robbins é uma cadeia multinacional americana de lojas especializadas em sorvetes e bolos de propriedade da Inspire Brands. A Baskin-Robbins foi fundada em 1945 por Burt Baskin e Irv Robbins em Glendale, Califórnia. Sua sede fica em Canton, Massachusetts, e é compartilhada com a marca irmã Dunkin' Donuts. É a maior cadeia de lojas especializadas em sorvete do mundo, com mais de 8.000 locais.
A empresa é conhecida por seu slogan “31 sabores”, com a ideia de que um cliente pode ter um sabor diferente a cada dia do mês. O logotipo inclui um “31” estilizado formado pelas letras “B” e “R”. O slogan foi criado pela agência de publicidade Carson-Roberts (que mais tarde se fundiu à Ogilvy & Mather) em 1953. A empresa introduziu mais de 1.300 sabores desde 1945, incluindo a adição de sabores veganos e não lácteos em 2019.

## História
Em 20 de maio de 1948, dois empresários que eram cunhados, Burt Baskin e Irvinne Robbins, abriram sua primeira sorveteria em Glendale, Califórnia. Nos anos seguintes, cada um abriu suas próprias franquias de sorvete, até 1953, quando os dois fundiram seus negócios em uma marca comum.
Desde o início, a marca dependia de publicidade para se tornar conhecida. A agência de publicidade Carson-Roberts os aconselhou a aumentar sua oferta de sabores para 31 sabores, mais do que a concorrência, e recomendou o rosa como cor corporativa. Com o tempo, Burt e Irvinne expandiram a oferta de produtos para bolos de sorvete e milkshakes. O negócio permaneceu em suas mãos até 1967, quando venderam sua participação para a United Brands Company. Burt faleceu poucos dias depois de assinar o acordo, enquanto Irvinne viveu até 2008.
A United Brands manteve o controle da franquia até 1973, quando a vendeu para o grupo britânico J. Lyons and Co. que, em 1994, passou a se chamar Allied Domecq. O novo proprietário também controlava a Dunkin' Donuts e iniciou uma expansão internacional.
A Allied Domecq transferiu a administração de seus restaurantes de fast food para a empresa Dunkin' Brands. A Domecq a controlou até 2006, quando foi adquirida por um grupo de empresas de capital privado.

## Polêmica sobre o anúncio
Em 2019, um anúncio que anunciava um novo sabor de sorvete na Coreia do Sul, “Pink Star”, com a modelo infantil Ella Gross, gerou uma controvérsia, com alguns usuários da internet descrevendo o anúncio como “excessivamente sexualizado”. A empresa retirou o anúncio e pediu desculpas a seus clientes.